# Burke (personaggio)
Burke è il protagonista della maggior parte dei romanzi hard boiled di Andrew Vachss.
Vittima di abusi durante l'infanzia, cresce tra orfanotrofi e riformatori. Dopo un periodo come mercenario in Biafra ed alcuni soggiorni carcerari, riesce a far perdere le proprie tracce entrando a fare parte del mondo degli invisibili. Persone che vivono al di fuori degli schemi della società, nel sottobosco della criminalità, sospesi tra l'illegalità ed un proprio codice d'onore.
Si crea pertanto la propria famiglia, una famiglia non forzata da legami biologici, bensì da scelte elettive, i cui membri sono:
- Michelle, una transessuale
- Mama, proprietaria di un ristorante Cinese
- Max il silenzioso, guerriero di origine mongola, muto e figlioccio di Mama
- Prof, sua guida formativa durante gli anni di carcere
- Clarence, figlio adottivo del Prof
- La Talpa, genio tecnologico con forti collegamenti con il Mossad

La sua è una lotta conto i predatori, quelli che creano i "bambini del silenzio", vittime di abusi sessuali e psicologici.

## Serie di Burke[1]
- 1985 - Flood (Oltraggio, Interno Giallo, 1989; Mondadori, 1994)[2]
- 1987 - Strega (Abuso, Interno Giallo, 1990)[2]
- 1988 - Blue Belle (Blue Belle, Interno Giallo, 1992)[2]
- 1989 - Hard Candy
- 1990 - Blossom
- 1991 - Sacrifice
- 1994 - Down in the Zero (Giù nel nulla, Frassinelli, 1999)[2]
- 1995 - Footsteps of the Hawk
- 1996 - False Allegations
- 1998 - Safe House
- 1999 - Choice of Evil (La seduzione del male, Sperling & Kupfer, 2000)[2]
- 2000 - Dead and Gone (La Vendetta di Burke, Sperling & Kupfer, 2001)[2]
- 2001 - Pain Management (Contro il male, Sperling & Kupfer, 2002)[2]
- 2002 - Only Child
- 2004 - Down Here
- 2006 - Mask Market
- 2007 - Terminal
- 2008 - Another Life